# 柯汉民
柯汉民（1955年—），湖北大冶人，汉族，西南政法学院毕业，中华人民共和国政治人物、第十一届全国人民代表大会山西地区代表。

## 生平
毕业于西南政法学院法律专业。加入中共，曾任安徽省人民检察院检察长（2003年1月-2007年12月），山西省人民检察院检察长（2007年12月-2009年6月）。2008年起担任全国人大代表。2009年6月，任最高人民检察院副检察长。